# Jolanta Wadowska-Król
Jolanta Wadowska-Król (ur. 27 czerwca 1939 w Katowicach, zm. 18 czerwca 2023) – polska lekarka pediatra, Honorowa Obywatelka Miasta Katowice, nazywana „Matką Boską Szopienicką” oraz „śląską Erin Brockovich” (przez Martę Fox).

## Życiorys
Studiowała na Wydziale Lekarskim Śląskiej Akademii Medycznej w Zabrzu. W 1968 roku uzyskała specjalizację z zakresu pediatrii i podjęła pracę w Poradni Rejonowej w Szopienicach, a później w Dąbrówce Małej.
W pracy zawodowej kontynuowała dzieło doktora Edmunda Gryglewicza, zajmującego się przed nią problematyką występowania ołowicy w Szopienicach. U swoich małych pacjentów zauważyła szereg objawów i dolegliwości mogących sugerować zatrucie metalami ciężkimi, co zgłosiła Wojewódzkiemu Konsultantowi Medycznemu ds. Pediatrii – prof. dr hab. Bożenie Hager-Małeckiej, kierującej wówczas Kliniką Pediatrii Śląskiej Akademii Medycznej w Zabrzu. Przy częściowym wsparciu dyrekcji Huty Metali Nieżelaznych rozpoczęła badania narażenia na ołów u dzieci z Szopienic, Burowca oraz Dąbrówki Małej. Przebadano ponad 4,5 tysiąca dzieci. Już po otrzymaniu wstępnych wyników okazało się, że skala problemu zatrucia ołowiem u dzieci na tym obszarze jest ogromna, a wyniki badań są wręcz przerażające.
Publikacja wyników w 1974 roku w rozprawie doktorskiej, której promotorką była prof. Bożena Hager-Małecka, wywołała reakcję rządzącej wówczas w Polsce PZPR. Nastąpiły naciski, presja, rozmowy ostrzegawcze, a nawet groźby, by wycofała się z tych działań. Władze uczelni, mimo wysokiej oceny promotora, nie dopuszczały do obrony doktoratu ani publikacji otrzymanych wyników. Wszystkie egzemplarze rozprawy w tajemniczy sposób zaginęły.
Batalia na rzecz poprawy stanu zdrowia dzieci, rozpoczęta przez doktor Wadowską-Król, przyniosła jednak znaczące efekty. Zorganizowano leczenie tysięcy dzieci dotkniętych zagrożeniem ołowicy w sanatoriach w Istebnej i Rabce. W 1975 r. Miejska Rada Narodowa w Katowicach zdecydowała o rozbiórce domów stojących najbliżej komina huty. W utajnionym uzasadnieniu napisano, że „budynki są w strefie stwarzającej bezpośrednie zagrożenie życiu i zdrowiu mieszkańców”. Wysiedleni otrzymali nowe mieszkania. Władze dostrzegły w końcu problem skażenia środowiska Szopienic: z terenu w pobliżu huty usunięto 200 tys. ton ziemi. Dzieciom w tej dzielnicy zaczęto finansować mleko. Te działania spowodowały poprawę zdrowia małych pacjentów oraz wpłynęły korzystnie na stan środowiska Szopienic. Wzrosła również świadomość mieszkańców w zakresie przeciwdziałania zagrożeniom powstałym w rezultacie koncentracji szkodliwych pierwiastków w ich otoczeniu.
Przeszła na emeryturę w roku 2011.

## Uhonorowania, nagrody i tytuły
Od 2013 roku rozpoczyna się proces przypominania i społecznego doceniania wybitnych dokonań Jolanty Wadowskiej-Król, zainicjowany przez wnuków lekarki i ich przyjaciół. Uczennice jednego z katowickich liceów stworzyły wtedy reportaż o jej działalności pt. „Matka Boska szopienicka”. Szerszej publiczności jej sylwetkę przybliżył powstały nieco później reportaż „Gazety Wyborczej” – „Ołowiane dzieci człapią jak bociany”. W konsekwencji powstało wiele inicjatyw mających na celu uhonorowanie lekarki. W wyniku starań podejmowanych przez Fundację na Rzecz Dzieci „Miasteczko Śląskie” otrzymała w 2013 roku nagrodę Wojewódzkiego Funduszu Ochrony Środowiska i Gospodarki Wodnej w Katowicach „Zielony Czek” dla osób wyróżniających się w działalności proekologicznej. We wrześniu 2013 roku podczas uroczystości wręczenia Śląskiej Nagrody Obywatelskiej w Katowicach otrzymała z rąk posła do Parlamentu Europejskiego Marka Migalskiego Nagrodę Specjalną. W marcu 2015 roku została wyróżniona przez Rzecznika Praw Obywatelskich Odznaką honorową „Za Zasługi dla Ochrony Praw Człowieka. W październiku 2015 roku podczas inauguracji nowego roku akademickiego rektor Śląskiego Uniwersytetu Medycznego wręczył jej medal za działalność społeczną oraz promowanie uczelni. We wrześniu 2017 roku otrzymała tytułu „Honorowego Obywatela Miasta Katowice”. W 2018 roku została laureatką Nagrody im. Wojciecha Korfantego.
W czerwcu 2021 roku Uniwersytet Śląski w Katowicach przyznał Jolancie Wadowskiej-Król tytuł doktora honoris causa.

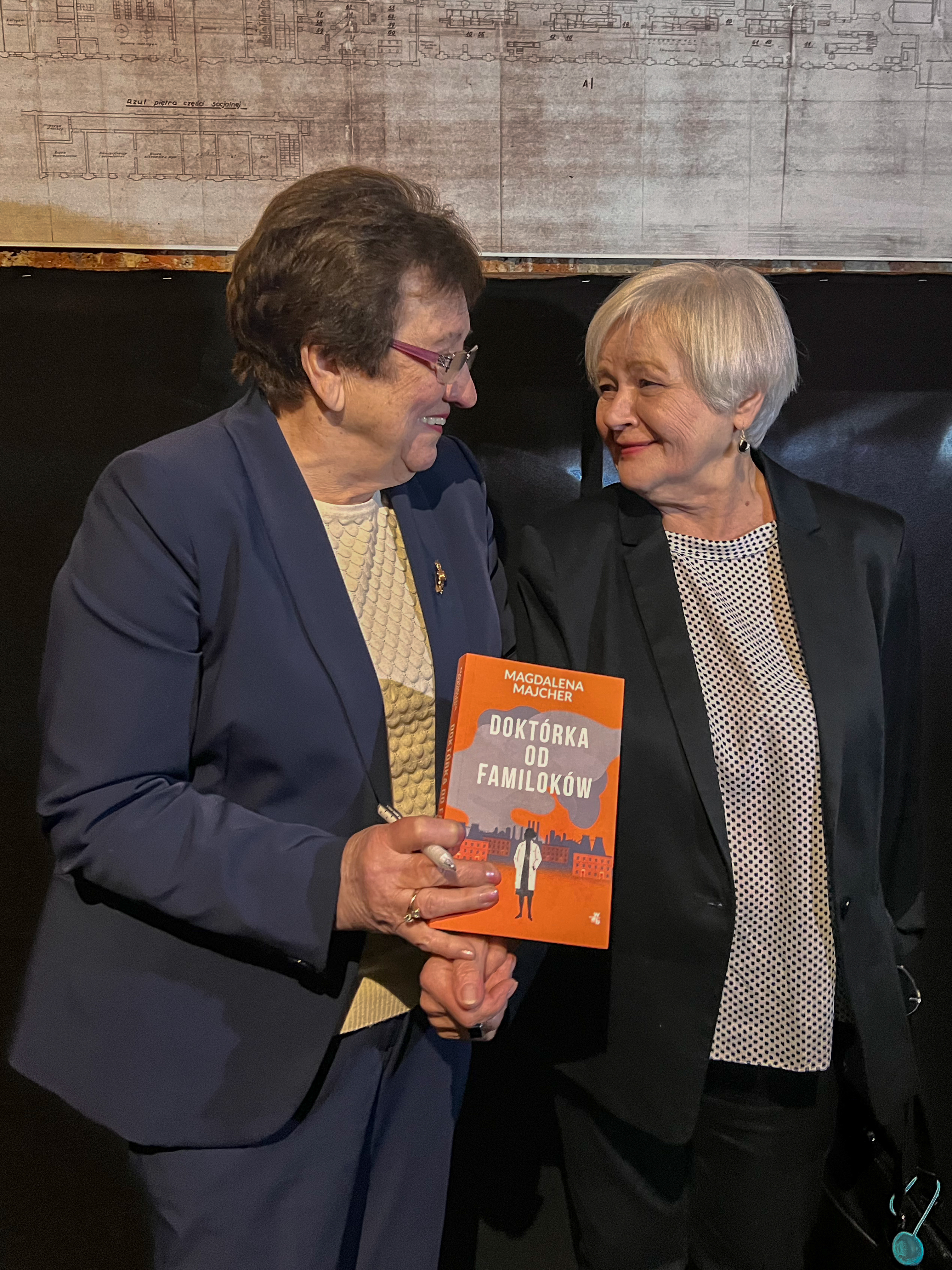
Dr Jolanta Wadowska-Król i Wiesława Wilczek na spotkaniu w Walcowni w Katowicach

## Oddźwięk w kulturze i sztuce

### Dzieła literackie
1. Michał Jędryka: Ołowiane dzieci. Zapomniana epidemia, Warszawa: Wydawnictwo Krytyki Politycznej, 2020, 247 ss., ISBN 978-83-66586-05-5, powieść.
2. Marta Fox: Moja Ołowianko, klęknij na kolanko, Konin: Butterfly, 2021, 208 ss., ISBN 978-83-66969-35-3, powieść; premiera: Biblioteka Główna Śląskiego Uniwersytetu Medycznego w Katowicach, 14 października 2021 roku z udziałem bohaterki, Jolanty Wadowskiej-Król[5].
3. Magdalena Majcher: Doktórka od familoków, Warszawa: Wydawnictwo W.A.B., 2023, 304 ss., ISBN 978-83-8318-358-9, powieść; premiera: 8 marca 2023 roku[19]; nagroda: „Wawrzyn Lekarski” dla Magdaleny Majcher (2023)[7].

### Spektakle
1. Matka Boska Szopienicka, reżyseria Agnieszka Cygan (wnuczka Jolanty Wadowskiej-Król, spektakl muzyczno-taneczny; premiera: Miejski Dom Kultury „Szopienice-Giszowiec”, Katowice, ul. Hallera 28 (Burowiec), 15 października 2022 roku[20]

### Słuchowisko radiowe
1. Kanarek umiera pierwszy, reżyseria Maria Brzostyńska, scenariusz Marta Fox (na podstawie własnej powieści Moja Ołowianko, klęknij na kolanko), Polskie Radio, Jedynka; premiera: Teatr Polskiego Radia, 19 marca 2023[21].

### Reportaż internetowy
1. Matka Boska szopienicka, reżyseria Małgorzata Król, scenariusz Małgorzata Król, Karolina Skibińska, reportaż przygotowany przez uczennice na szkolny konkurs „Szukamy bohaterów”, z udziałem Jolanty Wadowskiej-Król i jej małżonka, Zbigniewa Króla; premiera: 24 maja 2013 roku, YouTube, GK KS (pics)[10].

### Mural

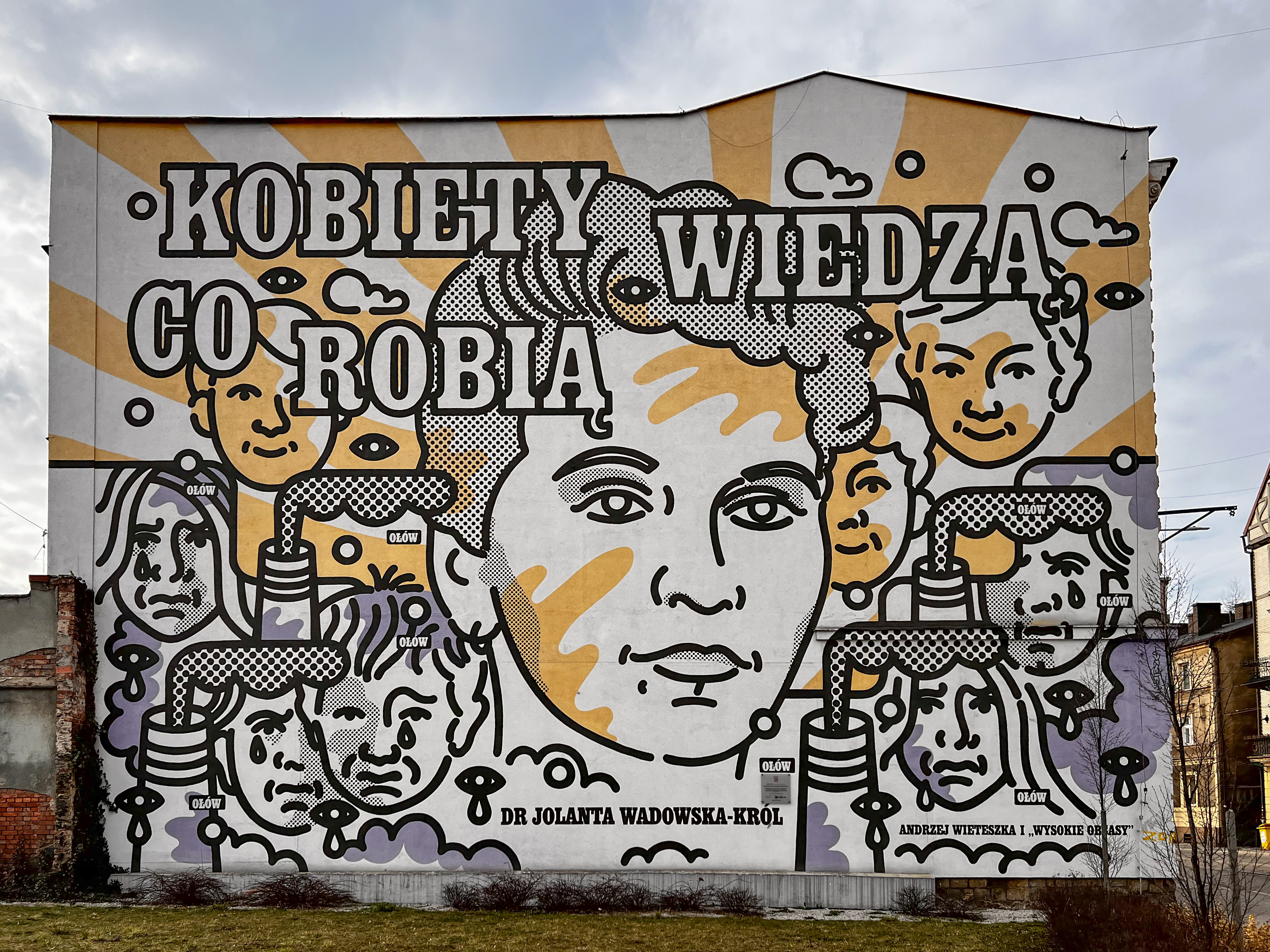
Mural poświęcony Jolancie Wadowskiej-Król na ścianie kamienicy przy ulicy Gliwickiej 58 w Katowicach

1. Kobiety wiedzą, co robią / dr Jolanta Wadowska-Król, autorstwa Andrzeja Wieteszki, na ścianie kamienicy w Katowicach, przy ulicy Gliwickiej 58 (Załęże), mural  poświęcony lekarce, zrealizowany w ramach ogólnopolskiej akcji „Kobiety na mury”, zorganizowanej przez „Wysokie Obcasy” („Gazeta Wyborcza”); odsłonięcie: 28 listopada 2018 roku, z udziałem bohaterki, Jolanty Wadowskiej-Król[22].